# USS LST-287
O USS LST-287 foi um navio de guerra norte-americano da classe LST que operou durante a Segunda Guerra Mundial.